# Gold Standard Act
Le Gold Standard Act de 1900 est le résultat d'un débat politique sur la politique monétaire aux États-Unis. Il reflète un débat séculaire sur la question de savoir si l'or ou l'argent doit contrôler les mesures monétaires. La loi fixe la valeur de l'or à 20,67 dollars par once troy.

## Contexte
L'or et l'argent ont longtemps servi de normes monétaires dans le monde entier, et le débat sur leur valeur relative et sur la question de savoir si l'un de ces métaux précieux devait être préféré à l'autre dans le système monétaire existe depuis le même temps. L'introduction du papier-monnaie complique ce débat, car il promet généralement de payer l'or ou l'argent à la demande. Ces paiements en espèces, ou en pièces, sont souvent suspendus en période de stress monétaire. La guerre civile américaine est l'un de ces événements.
Après la guerre, la question de savoir si le pays doit revenir à un système monétaire basé sur les espèces est vivement contestée. Un mouvement populiste cherche à gonfler les prix agricoles par l'utilisation accrue du papier-monnaie et appelle à l'utilisation de l'argent, qui est plus abondant que l'or, comme support de cette monnaie. Le point culminant de ce mouvement est le discours de la Croix d'or, prononcé par l'avocat et homme politique William Jennings Bryan à la convention démocrate en 1896. Bryan devient le candidat démocrate à la présidence mais perd aux élections, et les États-Unis passent à l'étalon-or en 1900 avec l'adoption du Gold Standard Act.

## Conséquences
La Grande Dépression des années 1930 entraîne l'abandon de l'étalon-or par les États-Unis. Le président Franklin Roosevelt modifie l'évaluation de l'or à 35 dollars par once d'or comme mesure inflationniste, une augmentation de l'évaluation de l'or ayant tendance à faire augmenter le niveau des prix en général. Les agriculteurs, par exemple, obtiennent plus de dollars pour leurs céréales, mais ils doivent payer plus cher les biens achetés avec le produit de la vente des céréales. Le Gold Reserve Act de 1934 retire tout l'or de la circulation, et le Congrès annule les clauses des contrats publics et privés qui prévoient le paiement en or. En 1935, la Cour suprême des États-Unis examine la constitutionnalité de l'interdiction de l'or dans les affaires dites Gold Clause Cases (en), et confirme la négation des clauses sur l'or par la loi.
À la fin de la Seconde Guerre mondiale, les États-Unis et la Grande-Bretagne créent le Fonds monétaire international (FMI). Cet organisme fixe une valeur de 35 dollars l'once pour l'or. Les autres pays participant au FMI sont tenus de maintenir leur monnaie à une parité déterminée par rapport au dollar, liant ainsi une grande partie du monde à un « étalon dollar » qui est à son tour lié à un étalon-or.
Ce système, s'effondre après que l'inflation des années 1960 provoque une ruée des pays vers l'échange de dollars contre de l'or du Trésor américain lorsque les prix mondiaux de l'or dépassent la valeur de 35 $ fixée dans le cadre de l'accord du FMI sur les stocks d'or américains. Le président Richard Nixon annonce le 15 août 1971 que les États-Unis n'échangent plus de dollars contre de l'or selon la norme du FMI. En l'espace de deux ans, les taux de change des devises sont autorisés à changer les uns par rapport aux autres. Ces taux de change flottants sont fixés par les forces du marché plutôt que par les taux de parité artificiels fixés par le FMI, et changent constamment dans les transactions de change effectuées par l'intermédiaire des banques et des courtiers en devises. En 1975, le FMI élimine l'or comme base des normes monétaires internationales, et deux ans plus tard, l'interdiction des clauses sur l'or est abrogée, autorisant les ventes privées d'or.